# 恥骨直腸筋
恥骨直腸筋（ラテン語: musculus puborectalis）、ブラウネ筋は骨盤底にある肛門挙筋を構成する筋肉である。肛門挙筋は、いくつかの部分に分けられるが、恥骨直腸筋は腸骨尾骨筋、恥骨尾骨筋と共に肛門挙筋を構成する3つの主な筋肉の一つであり、比較的厚い部分である 。 
この筋肉は恥骨結合の下部と泌尿生殖器横隔膜の上部筋膜から起きる。恥骨直腸筋の部分は、肛門挙筋の中間径繊維に対応する。これらの繊維は、前立腺を横方向に横切って前後に行き来する。それらは回転し、直腸の下部で反対側のそれらと出会い、肛門直腸のひだの周りに筋肉の集団を形成する。
この筋肉の弛緩は、直腸と肛門の間の角度を増加させ、内肛門括約筋、外肛門括約筋の弛緩と併せて排便を可能にする。

## 画像

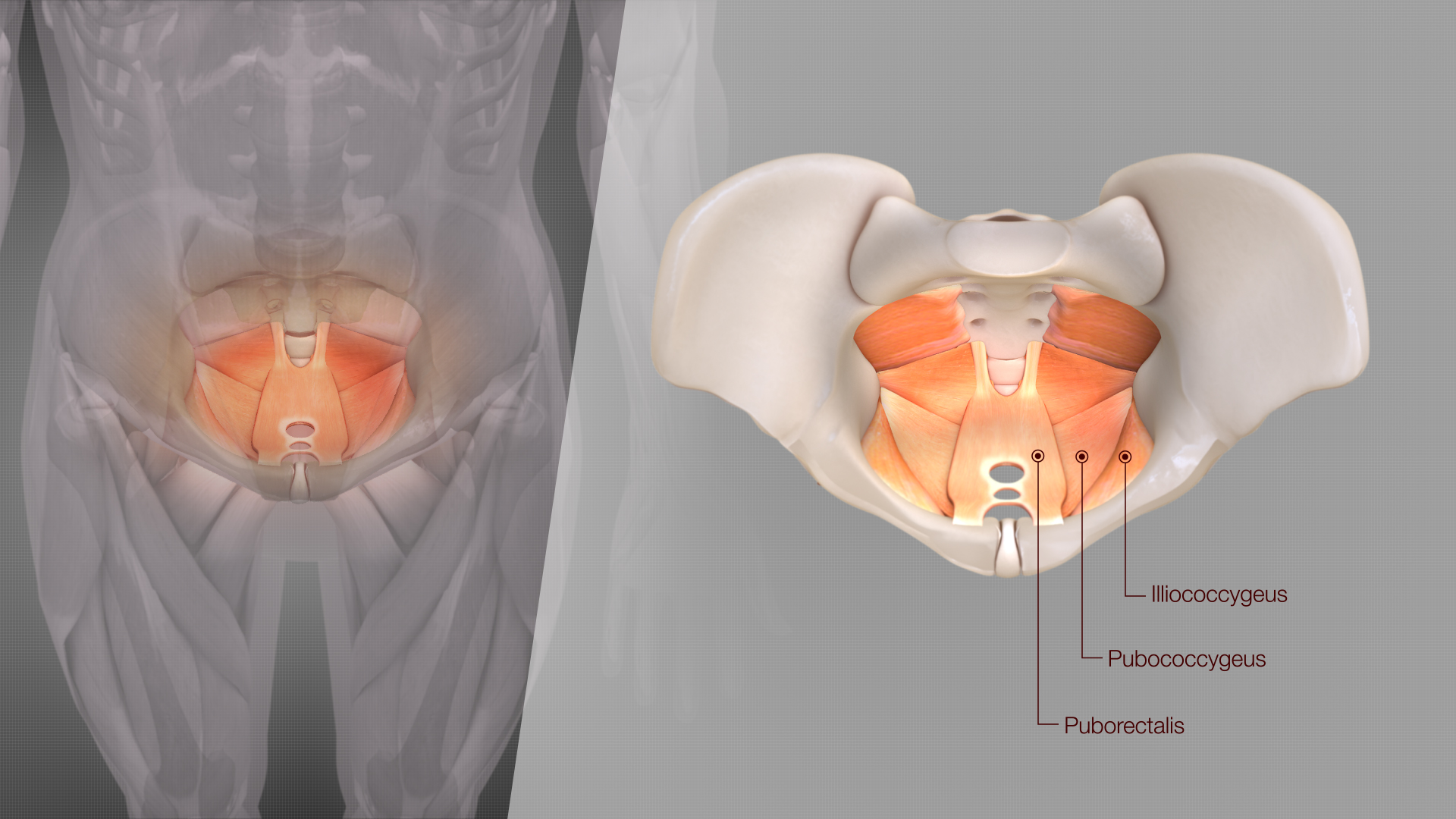
肛門挙筋を構成する主要な3つの筋肉を示すイラスト 右の図で印が付いた筋肉が内側から恥骨直腸筋、恥骨尾骨筋、腸骨尾骨筋
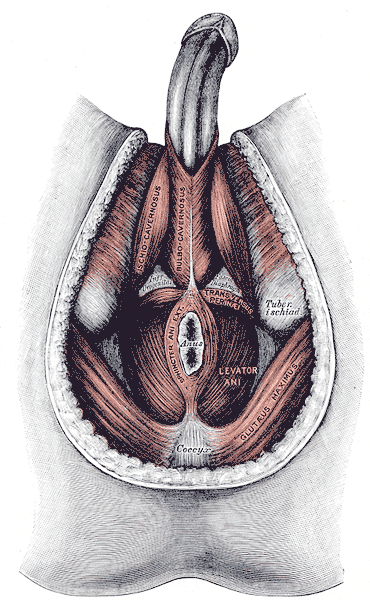
男性の会陰の筋肉。
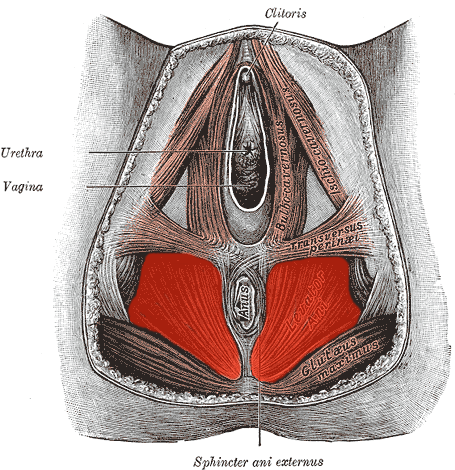
肛門挙筋
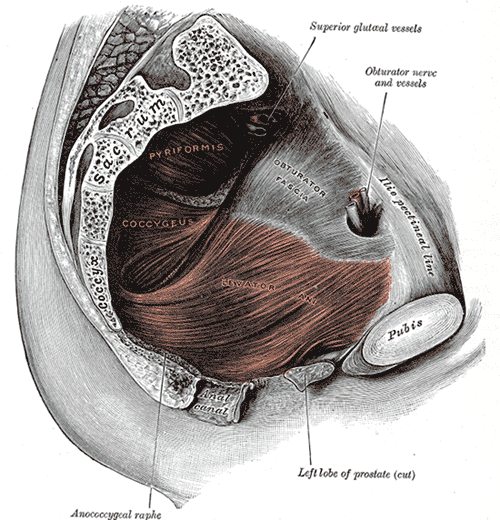
下腹部の筋肉。